# H.J. Whigham

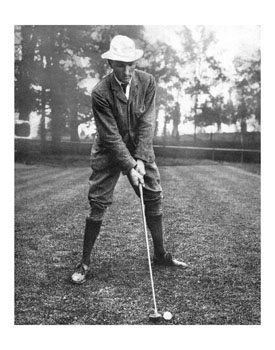
1896

Henry James Whigham (Tarbolton, Schotland, 24 december 1869 - Southampton, NY, 17 maart 1954) was een Schotse amateurgolfer. 
Henry Whigham werd in Tarbolton geboren, een dorpje in South Ayrshire, West-Schotland. Zijn ouders hadden tien kinderen. 
Voor zijn studie ging hij in 1888 naar de Universiteit van Oxford. De Oxford Golf Club had toen nog maar 60 leden. Toen hij afstudeerde in 1892 was de club uitgegroeid tot 400 leden. In 1893 werd hij door Charles B Macdonald uitgenodigd om een golfdemonstratie in de Verenigde Staten te geven. Macdonald werd later zijn schoonvader. In 1895 verhuisde hij naar de Verenigde Staten.

## US Amateur
Whigham woonde in Chicago en was lid van de Onwentsia Golf Club en de Chicago Golf Club. Hij speelde weinig aan de Oostkust. Zijn eerste bezoek aan de Oostkust was in 1896, toen hij het tweede US amateurkampioenschap op de Shinnecock Hills Golf Club won door Joseph G. Thorp met 8&7 te verslaan. 
In 1897 won Whigham weer het US Amateur, ditmaal op zijn thuisbaan, de Chicago Golf Club, waar hij W. Rossiter Betts met 8&6 versloeg. In 1897 werd het US Open voor de derde en laatste keer op dezelfde baan gespeeld als het US Amateur.
In 1897 schreef hij: How to play Golf.